# Der stärkste Mann der Welt
Der stärkste Mann der Welt (Originaltitel: Il trionfo di Ercole) ist ein Abenteuerfilm mit mythologischen Elementen, den Alberto de Martino 1964 inszenierte. Er kam in Deutschland, um fast eine Viertelstunde gekürzt, am 25. Juni 1965 in den Verleih. Alternativtitel sind Der Triumph des Herkules und Herkules, der stärkste Mann der Welt.

## Handlung
Der Intrigant Milo tötet den König von Mykene und lässt dessen Tochter Aty in dem Glauben, dass Widerstandskämpfer um Eurystheus den Mord begangen hätten. Als die Bevölkerung gegen die harte Hand Milos aufbegehrt, findet er Verbündete in der Hexe Pasifae und sieben bronzenen Kämpfer-Dämonen, die sich für ihn schlagen.
Bei einem Turnier soll ein geeigneter, starker Mann für Aty gefunden werden. Herkules, der auf der Seite der Bevölkerung steht, nimmt daran teil und erlebt einen von Milo inszenierten Mordanschlag auf Aty, der Eurystheus in die Schuhe geschoben wird. Herkules tötet den Unschuldigen, bekommt von seinem Vater Zeus seine Kräfte genommen, erhält sie aber noch rechtzeitig zurück, um den Bösewichtern den Garaus machen und der Gerechtigkeit zum Sieg verhelfen zu können.

## Kritik
Irgendwie kommt uns auch diese Geschichte wundersam bekannt vor, bemerkten Ronald M. Hahn/Volker Jansen und Norbert Stresau. Der „harmlos-bunte(r) Kolossalfilm“(Lexikon des internationalen Films) sei einer jener Filme, bei denen man sich fragt, wer den Frauen die Haare macht und woher all diese Kostüme und Juwelen kommen; als ob im Kolosseum ein Schönheitssalon stehe, meint DVD-Drive-in. Recht milde urteilt der Evangelische Film-Beobachter in seiner Zusammenfassung: „Eine etwas aus der Masse herausragende italienisch-französische Gemeinschaftsproduktion.“

## Bemerkungen
In Italien spielte der Film 212 Millionen Lire ein.